# Simundol
Simundol is een bestuurslaag in het regentschap Padang Lawas Utara van de provincie Noord-Sumatra, Indonesië. Simundol telt 333 inwoners (volkstelling 2010).